# Dominum
Dominum ist eine deutsche Power-Metal-Band aus Nürnberg.

## Bandgeschichte
Dominum wurde 2022 von Sänger Felix Heldt (Dr. Dead) gegründet. Heldt ist Musikproduzent und hatte die Idee zu Dominum, als er während der COVID-19-Pandemie in Deutschland Visions of Atlantis produzierte. Das Konzept lehnt sich an Gimmick-Bands aus dem Pirate Metal-Genre, Bands wie Powerwolf oder Bands, die als Wikinger im Viking Metal auftreten an. Heldt beschloss eine Art Zombie-Band zu gründen, da er großer Fan der Comic- und Fernsehserie The Walking Dead und Spielen wie The Last of Us ist. Die Band tritt daher nur maskiert auf. Zum Konzept gehört, das Dr. Dead als verrückter Wissenschaftler eine Horde von Zombies kontrolliert, die die Welt zu einem besseren Ort machen will.
Zur Urbesetzung gehören des Weiteren Jochen Windisch (als Tommy Kemp, Gitarre, Winterstorm), Marcos Feminella (als Victor Hiltop, Schlagzeug, ex-Stormental) und Korbinian Benedict (als Patient Zero, Bass, Ad Infinitum (Band)).
Über die Anwerbung seiner Bandkollegen wurde die Musikrichtung stark in Richtung Power Metal gelenkt. Musikalisch versucht Heldt die Bands Ghost und Sabaton zu verbinden.
Am 29. Dezember 2023 erschien das Debütalbum Hey Living People über Napalm Records. Das Album enthält mit You Spin Me Round (Like a Record) von Dead or Alive, Bad Guy von Billie Eilish und Beds Are Burning von Midnight Oil drei Coverversionen. Das Album erreichte Platz 18 der deutschen Albumcharts. Es folgten Tourneen im Vorprogramm von Die Apokalyptischen Reiter, Bruce Dickinson und Avantasia sowie einige Festival-Auftritte.
Ein Jahr nach dem Debütalbum erschien das zweite Album The Dead Don’t Die erneut über Napalm Records. Als Gast ist Ben Metzner von Feuerschwanz und dArtagnan auf dem Titeltrack vertreten. Mit Rock You Like a Hurricane von den Scorpions findet sich erneut eine Coverversion auf dem Album. Das zweite Album erreichte Platz 9 der deutschen Charts.

## Diskografie

### Alben
| Jahr | Titel                             | Höchstplatzierung, Gesamtwochen, AuszeichnungChartplatzierungen (Jahr, Titel, Platzierungen, Wochen, Auszeichnungen, Anmerkungen) | Höchstplatzierung, Gesamtwochen, AuszeichnungChartplatzierungen (Jahr, Titel, Platzierungen, Wochen, Auszeichnungen, Anmerkungen) | Anmerkungen                             |
| Jahr | Titel                             | DE | AT | Anmerkungen                             |
| ---- | --------------------------------- | --- | --- | --------------------------------------- |
| 2023 | Hey Living People Napalm Records  | DE18 (1 Wo.)DE | — | Erstveröffentlichung: 29. Dezember 2023 |
| 2024 | The Dead Don’t Die Napalm Records | DE9 (1 Wo.)DE | AT22 (1 Wo.)AT | Erstveröffentlichung: 27. Dezember 2024 |

### EPs
- 2023: Cannibal Corpses
- 2023: Hey Living People

### Singles
- 2023: Patient Zero
- 2023: Immortalis Dominum
- 2023: Danger Danger
- 2024: Rock You Like a Hurricane
- 2024: The Dead Don’t Die
- 2024: One of Us
- 2024: We Are Forlorn

### Gastauftritte
- 2024: Subway to Sally – Post Mortem (Under The Banner feat. Dominum) (CD2)
- 2025: Warkings – Armageddon (Hangman's Night feat. Dominum)